# Eubazus longicauda
Eubazus longicauda is een insect dat behoort tot de orde vliesvleugeligen (Hymenoptera) en de familie van de schildwespen (Braconidae). De wetenschappelijke naam van de soort werd, als Zele longicauda, voor het eerst geldig gepubliceerd door John Curtis in 1832.

## Homoniemen
In 1844 publiceerde Ratzeburg de naam Brachistes longicaudis voor een Europese soort die later in het geslacht Eubazus (ondergeslacht Brachistes) werd geplaatst. Als de soort van Curtis in het geslacht Eubazus wordt geplaatst, dan is Ratzebergs naam een later homoniem.
In 1886 publiceerde Provancher de naam Blacus longicaudus voor een Noord-Amerikaanse soort die door Achterberg in 1975 in het geslacht Eubazus (ondergeslacht Calyptus) werd geplaatst en, omdat de naam Eubazus longicaudus al bezet was, de vervangende naam Eubazus provancheri kreeg.